# Федр (эпикуреец)
Федр (др.-греч. Φαῖδρος; 138 г. до н.э. — 70/69 г. до н.э.) — древнегреческий философ-эпикуреец, глава эпикурейской школы в Афинах после смерти Зенона Сидонского (ок. 75 г. до н.э.), продержался на этом посту рекордно малые шесть лет. 
Он был современником Цицерона, который в молодости познакомился с ним в Риме. Во время своего пребывания в Афинах (80 г. до н.э.) Цицерон возобновил знакомство. Федр уже был пожилым мужчиной и руководил эпикурейской школой. Он был также в дружеских отношениях с Аттиком, по мнению Цицерона в De Natura Deorum, преданного сторонника эпикуреизма.
Цицерон писал Аттику о желании получить эссе Федра "О богах" (др.-греч. Περὶ ϑεῶν), которое в дальнейшем использовал при составлении первой книги De Natura Deorum. В эссе были изложены концепции эпикурейцев и более ранних философов.